# They Say (canção)
They Say é uma canção do cantor Common com John Legend e Kanye West.
Em 2006 ela foi indicada ao Grammy Awards na categoria Best Rap/Sung Collaboration.

## Prêmios e indicações
| Ano  | Prêmio        | Nomeação                                   | Categoria                   | Resultado |
| ---- | ------------- | ------------------------------------------ | --------------------------- | --------- |
| 2006 | Grammy Awards | "They Say" (com: John Legend e Kanye West) | Best Rap/Sung Collaboration | Indicado  |